# Bicke
Die Bicke, auch Biek genannt, ist ein 6,8 km  langer, linksseitiger bzw. westlicher Zufluss der Aar in Bad Arolsen im Landkreis Waldeck-Frankenberg, Nordhessen (Deutschland).

## Verlauf und Einzugsgebiet
Die Bicke entspringt im Waldecker Wald rund 1,5 km nordöstlich des zu Bad Arolsen gehörenden Stadtteils Massenhausen. Ihre Quelle liegt zwischen dem Josteskopf (400 m ü. NN) im Nordwesten und dem Wengekerberg (ca. 390 m ü. NN) im Osten. Sie befindet sich zwischen den Landesstraßen 3198 im Nordosten und 3078 im Südwesten auf rund 340 m ü. NN.
Anfangs fließt die Bicke südostwärts im Wengekergrund in Richtung Bad Arolsen, um nach Unterqueren der Bundesstraße 252 zwischen der Kernstadt im Süden und dem Stadtteil Helsen im Norden ostwärts zu verlaufen. Hier wird sie von der Bahnstrecke Warburg–Sarnau überbrückt, die dem Bachtal nunmehr folgt. 
Die Bicke verläuft nun ostsüdostwärts durch ein von Wald gesäumtes Tal, um nach dessen Verlassen beim Stadtteil Wetterburg auf etwa 212 m ü. NN in den Twiste-Zufluss Aar zu münden.
Das Einzugsgebiet der Bicke umfasst 9,545 km².